# Angüés
Angüés település Spanyolországban, Huesca tartományban. Angüés Alcalá del Obispo, Abiego, Siétamo, Ibieca, Casbas de Huesca, Lascellas-Ponzano, Barbuñales, Pertusa, Antillón és Blecua y Torres községekkel határos. Lakosainak száma 364 fő (2024).

## Népesség
A település lakosságának változását az alábbi diagram mutatja:
| Lakosok száma | 441  | 423  | 423  | 431  | 439  | 404  | 390  | 354  | 370  | 364  |
|               | 2001 | 2004 | 2006 | 2009 | 2011 | 2014 | 2016 | 2019 | 2021 | 2024 |